# Wärmebehandlung
|                                          | Dieser Artikel wurde im Portal Werkstoffe zur Verbesserung eingetragen. Hilf mit, ihn zu bearbeiten, und beteilige dich an der Diskussion! |
| Vorlage:Portalhinweis/Wartung/Werkstoffe | |

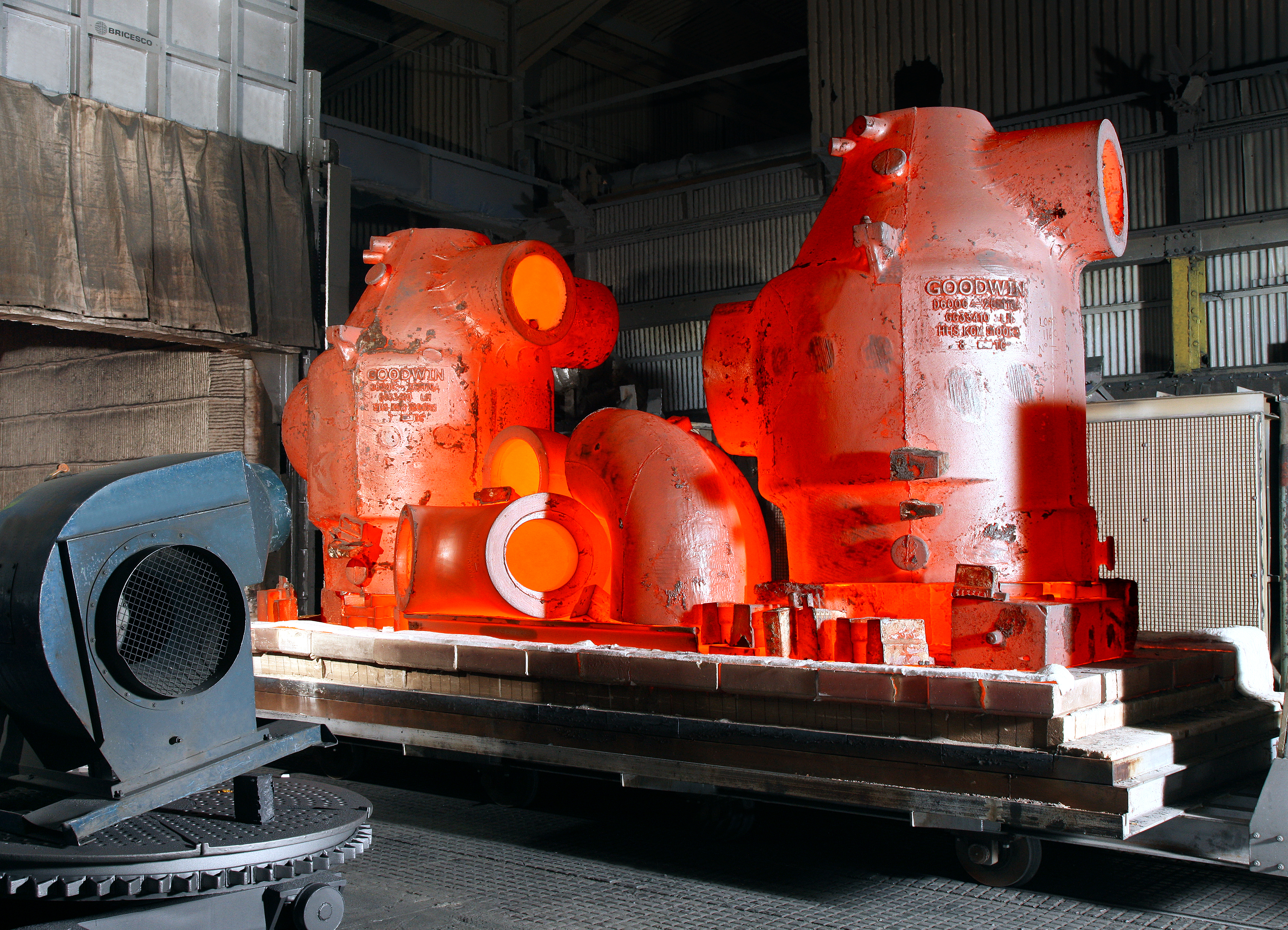
Gussstücke nach der Wärmebehandlung

Wärmebehandlung ist ein Verfahren zur Behandlung von Werkstücken, bei dem kontrolliert erwärmt und wieder abgekühlt wird, um die Werkstoffeigenschaften zu verändern. Wärmebehandlungen werden vor allem für Metalle angewandt, in einem geringeren Temperaturbereich aber auch für Kunststoffe. Keramiken werden üblicherweise gesintert oder beim Aufbringen von Glasuren "gebrannt".
Eine Warmumformung oder mit Erwärmung verbundene Verfahren des Oberflächenschutzes fallen nicht unter den Begriff der Wärmebehandlung.

## Verfahren

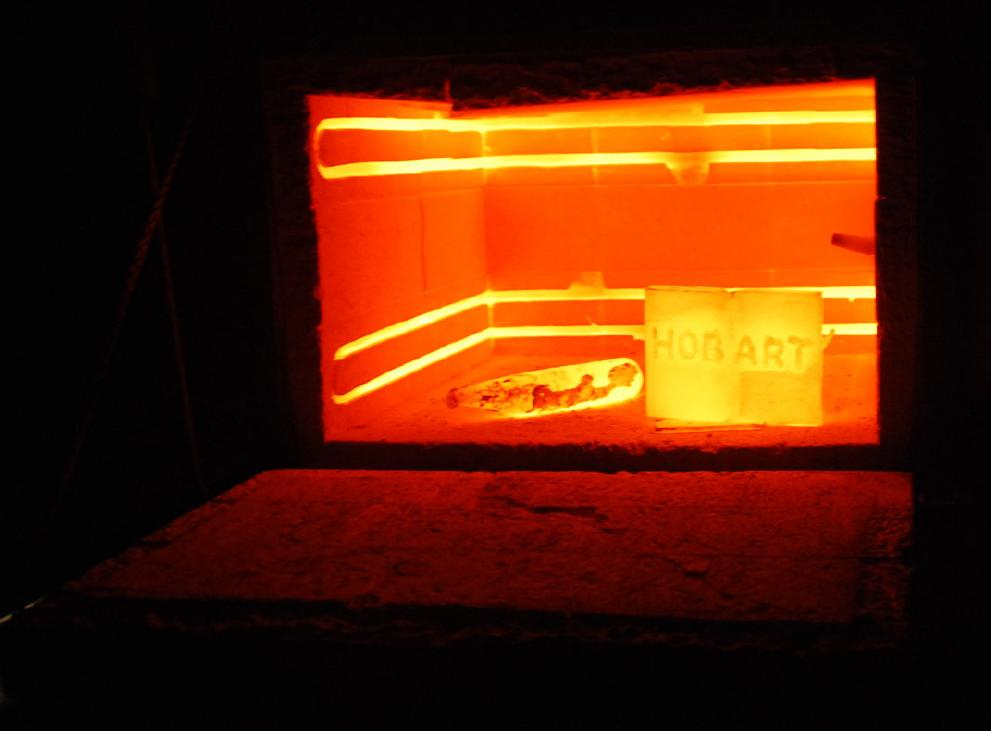
Kammerofen für die Wärmebehandlung

Unter Wärmebehandlung sind Verfahren zur Behandlung von Werkstoffen durch thermische, chemisch-thermische oder mechanisch-thermische Einwirkung zu verstehen, mit dem Ziel, optimierte Eigenschaften für einen bestimmten Zweck zu erreichen. Das Verfahren zählt daher zur Hauptgruppe Stoffeigenschaften ändern, wie es in der DIN 8580 für die Fertigungstechnik festlegt ist. Das Phasendiagramm zeigt dabei an, welche Zusammensetzung im thermodynamischen Gleichgewicht zu erwarten ist. Dabei können umgebende Stoffe Änderungen der chemischen Zusammensetzung, z. B. des Kohlenstoff- oder Stickstoffgehalts oder des Kristallgitters herbeiführen, wie es etwa beim Tempern oft der Fall ist.
Der zu behandelnde Werkstoff durchläuft verschiedene Temperaturen in unterschiedlichen Zeiten (Temperatur-Zeit-Verlauf) und wird anschließend in Abhängigkeit von Werkstoff und Verfahren in verschiedenen Medien (Wasser, Öl, Salz, Schutzgas, Luft) unterschiedlich schnell abgekühlt. Die Reichweite erstreckt sich hierbei von der Ofenabkühlung bis hin zum schroffen Abschrecken, um bestimmte technologische Eigenschaften (Festigkeit, Härte, Zähigkeit, Gefüge etc.) einzustellen.
In der Wärmebehandlung unterscheidet man grundsätzlich zwischen Verfahren, die eine durchgreifende Gefügeumwandlung bewirken, und Verfahren, die lediglich eine Umwandlung an der Oberfläche eines Werkstücks verursachen. Zu den erstgenannten Verfahren gehören beispielsweise das Glühen und das Härten. Die zweitgenannten Verfahren zählen zu den Diffusions- und Beschichtungsverfahren bzw. meist zu den thermochemischen Verfahren.
Eine weitere Möglichkeit der Einteilung kann in fertigungsorientierte oder beanspruchungsorientierte Verfahren erfolgen.

### Fertigungsorientierte Verfahren

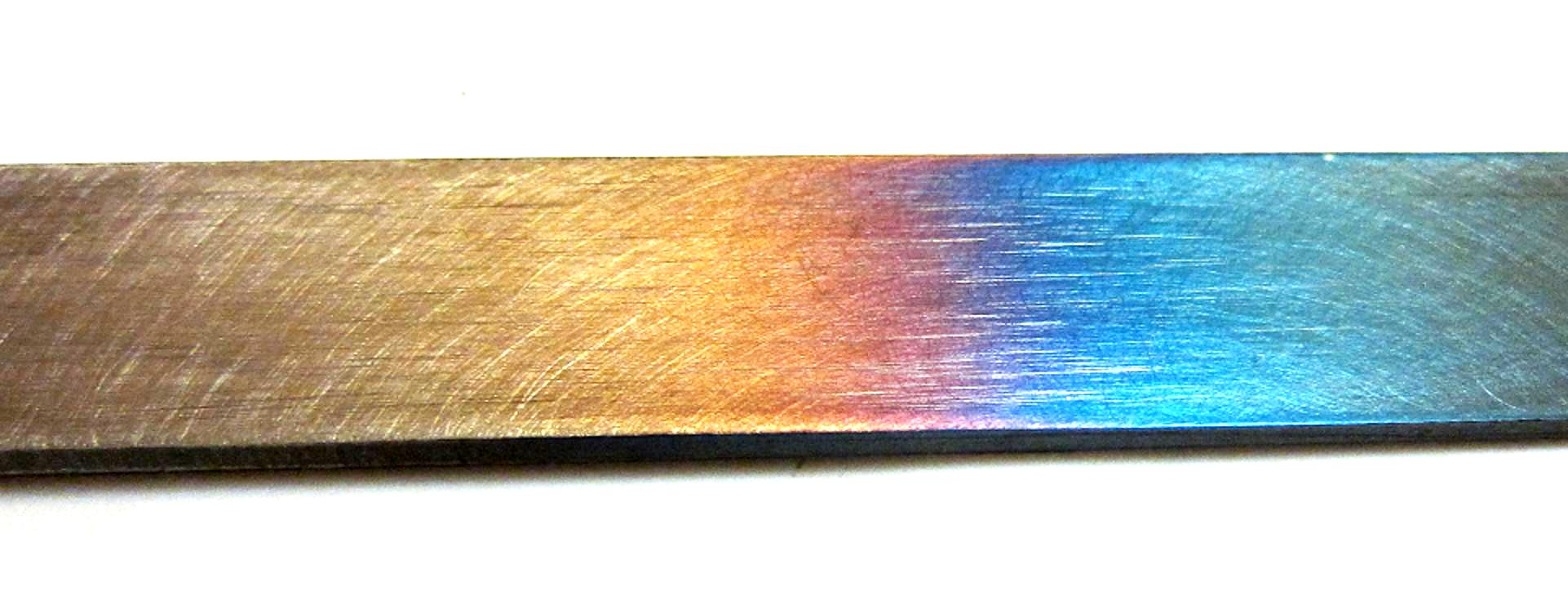
Anlassfarben auf Stahl

- Tempern – Üblich bei Glas und Kunststoff
- Anlassen – Baut innere Spannungen im Metall ab
- Ausheizen – Entfernt Verunreinigungen und unerwünschte absorbierte Stoffe von Oberflächen

### Beanspruchungsorientierte Verfahren

#### Thermomechanische Wärmebehandlung
- Härten
  - Randschichthärten – Gefügeumwandlung an der Oberfläche
  - Ausscheidungshärten – Thermische Entmischung
    - Dispersionshärtung
- Vergüten – Kombination aus Härten und Anlassen
- Lösungsglühen – gleichmäßige Verteilung von Fremdatomen im Metallgitter
- Bainitisieren – Erzwingen des Bainit Gefüges im Stahl
- Perlitisieren  – Erzwingen des Perlit Gefüges im Stahl

#### Thermochemische Wärmebehandlung
- Aufkohlen – Erhöhung des Kohlenstoffgehaltes bei Stählen
- Aluminieren – Einbringen von Aluminium
- Borieren – Einbringen von Bor
- Carbonitrieren
- Nitrieren
- Nitrocarburieren
- Oxidieren
- Silicieren
- Vanadieren

#### Thermomagnetische Wärmebehandlung
- Magnetfeldglühen

## Praxis und Wirtschaftlichkeit

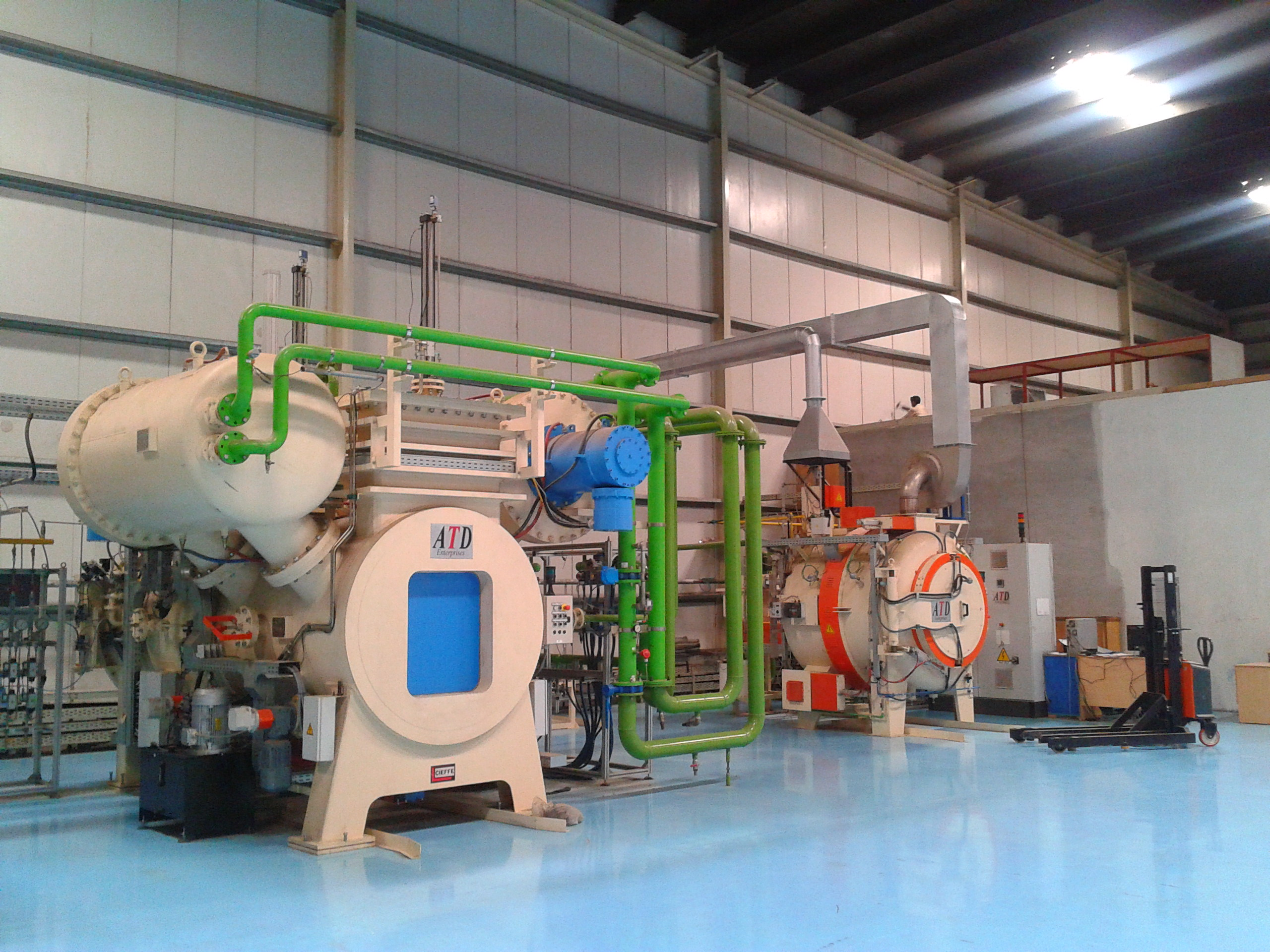
Computergesteuerter Ofen zum Nitrieren und Aufkohlen von Stahl

Es können eine Vielzahl an Werkstoffen speziell zur Erhöhung der Festigkeit wärmebehandelt werden, beispielsweise bestimmte Legierungen des Aluminiums, Titans (Ausscheidungshärten) und des Kupfers. Hierbei liegt in allen Fällen ein Lösungsglühen mit Abschreckung und anschließender Ausscheidungshärtung vor. Alle metallischen Werkstoffe können weichgeglüht werden. Mitunter ist dies als Zwischenschritt bei der Kaltumformung notwendig.
Um qualitativ hochwertige Produkte zu erhalten, sind effiziente Öfen und Prozessschritte notwendig, auch um möglichst energie- und damit kostensparend zu arbeiten. Dies beinhaltet den sinnvollen Einsatz von Steuer- und Regelungselementen, Heiztechnologie und eine abgestimmte Kombination verschiedener Feuerfestprodukte wie Feuerleichtsteine und Hochtemperaturwolle/Keramikfaser-Produkte.
Für die Wirtschaftlichkeit eines Werkzeugs oder Bauteils ist die sorgfältige Wärmebehandlung von Bedeutung. So kann ein hochlegierter Werkzeugstahl, wenn er falsch wärmebehandelt wurde, schlechtere Eigenschaften haben als ein niedrig legierter Stahl, welcher richtig wärmebehandelt wurde. Ein korrekt wärmebehandelter und hochlegierter Werkzeugstahl wird dagegen nochmals bessere mechanische Eigenschaften aufweisen.